# Into the Great Wide Open
Na Grande Wide Open é o oitavo álbum de estúdio da banda de rock americana Tom Petty and the Heartbreakers, lançado em 1991. O álbum foi o último da banda com a MCA Records. O álbum foi o segundo produzido pelo próprio Tom Petty, junto de Jeff Lynne após o sucesso de Full Moon Fever.
O primeiro single, "Learning to Fly", tornou-se a canção da banda a permanecer por mais tempo como número 1 nas paradas (junto com " The Waiting " de 1981 do Hard Promises) na Billboard Mainstream Rock Tracks chart, ao passar seis semanas no topo. O segundo single, "Out in the Cold", também ficou em primeiro lugar na parada Mainstream Rock, embora por duas semanas.
O videoclipe da música título estrelou Johnny Depp, que se mudou para Los Angeles quando adolescente para buscar o estrelato do rock, junto com Gabrielle Anwar, Faye Dunaway, Matt LeBlanc, Terence Trent D'Arby e Chynna Phillips .

## Recepção da crítica
Into the Great Wide Open foi calorosamente recebido pelos críticos. Dave DiMartino, revisando o álbum da Entertainment Weekly, disse que o álbum era o álbum "clássico" mais próximo que Petty e a banda fizeram em 15 anos, dizendo que o álbum era um retorno aos dois primeiros trabalhos da banda. Ele acha que isso se deve em grande parte a Jeff Lynne e que as músicas são melhores que as de Full Moon Fever.  O crítico da Rolling Stone, Parke Puterbaugh, chamou o álbum de um cruzamento entre Full Moon Fever e Damn the Torpedoes, disse que apresenta as melhores letras de Petty e que é muito melhor do que Let Me Up (I've Had Enough). Stephen Thomas Erlewine, da AllMusic, ficou menos impressionado, dizendo que o Into the Great Wide Open parece muito com Full Moon Fever. Ele disse que o álbum era "agradável", mas não era o melhor.  Em seu Guia do Consumidor, Robert Christgau deu ao álbum uma menção honrosa de uma estrela, indicando "um esforço digno que os consumidores sintonizaram com sua estética ou visão individual primordial".

## "Atenção, ouvintes de fita cassete [...]"
No final do formato de cassete do Side One, há um breve interlúdio de Tom Petty. É uma referência direta ao interlúdio "Hello CD Listeners" da Full Moon Fever, desta vez instruindo os ouvintes de cassetes sobre como virar adequadamente a fita e prepará-la para o lado 2.

## Músicas
O primeiro single "Learning to Fly" foi lançado antes do álbum, em junho de 1991, e foi um grande sucesso para Tom Petty. O segundo single, a faixa-título, foi lançado logo após o lançamento do álbum e também é um dos maiores sucessos da banda. Ambos foram os 10 melhores singles em várias paradas. O terceiro single "Out in the Cold" foi um sucesso menor, não alcançando o sucesso comercial dos dois primeiros. Ao longo de 1992, quatro outros singles foram lançados; "Makin' Some Noise", "All Or Nothin'" "Too Good To Be True" and "King's Highway".

## Lista de músicas
Todas as faixas escritas por Tom Petty e Jeff Lynne, exceto onde indicado.
Lado A
1. "Learning to Fly" – 4:02
2. "Kings Highway" (Petty) – 3:08
3. "Into the Great Wide Open" – 3:43
4. "Two Gunslingers" (Petty) – 3:09
5. "The Dark of the Sun" – 3:23
6. "All or Nothin'" (Petty, Mike Campbell, Lynne) – 4:07

Lado B
1. "All the Wrong Reasons" – 3:46
2. "Too Good to Be True" (Petty) – 3:59
3. "Out in the Cold" – 3:40
4. "You and I Will Meet Again" (Petty) – 3:42
5. "Makin' Some Noise" (Petty, Campbell, Lynne) – 3:27
6. "Built to Last" – 4:00

## Pessoal
Tom Petty and the Heartbreakers
- Mike Campbell - guitarras (chumbo, 12 cordas, baixo, ressonador, slide), teclados
- Howie Epstein - baixo, vocal de apoio
- Stan Lynch - bateria, percussão
- Tom Petty - vocal, guitarra (acústica, elétrica, 12 cordas), teclados, percussão
- Benmont Tench - pianos acústicos e elétricos, acordeão

Músicos adicionais
- Jeff Lynne - guitarras, baixo, vocais secundários, piano, sintetizador, percussão, efeitos sonoros, produtor
- Roger McGuinn - vocal de apoio em "All The Wrong Reasons"
- Richard Tandy - sintetizador de "Two Gunslingers"

Equipe Técnica
- Mike Campbell - produtor
- Richard Dodd - engenheiro
- Jeff Lynne - produtor
- Tom Petty - produtor